# Nadine Prado
Nadine Prado (Marsella, 1940)  es una pintora mexicana, especializada en muralismo. En 1964 fue comisionada para pintar el mural Luz del Norte en la sala Culturas del Norte del Museo Nacional de Antropología.

## Trayectoria
Prado estudió en París en la École des Beaux-Arts.
Posteriormente comenzó a preparar su primera muestra individual y la presentó en el Salón de la Plástica Mexicana en 1963.  En 1965 comenzó a exhibir en Nueva York.
Se ha presentado en el Museo de Arte Moderno y en otros museos de Estados Unidos, Francia y Latinoamérica.
Es considerada una de las protagonistas de la Generación de la Ruptura.

## Obra
- Sin título
- Woman on blue (+ Woman on red; 2 works in one frame)
- Entre forma y color
- Fields
- Mariposas
- Flores en el jardín
- Flowers Bushes
- Flower Field 4
- Floral Landscape[6]